# هارلان كوبن
هارلان كوبن (بالإنجليزية: Harlan Coben)  (و. 1962  م) هو كاتب، وروائي أمريكي، ولد في نيوآرك، نيوجيرسي، وهو رئيس لجنة تحكيم مهرجان كان للمسلسلات في نسخته الأولى عام 2018.

## التعليم
تعلم في كلية أمهرست.

## جوائز
حصل على جوائز منها:
- جائزة إدغار.

## وصلات خارجية
- هارلان كوبن على موقع IMDb (الإنجليزية)
- هارلان كوبن على موقع ميوزك برينز (الإنجليزية)
- هارلان كوبن على موقع ديسكوغز (الإنجليزية)
- هارلان كوبن على موقع قاعدة بيانات الفيلم (الإنجليزية)

- هارلان كوبن في قاعدة بيانات الأفلام على الإنترنت